# Museu do Automóvel de Curitiba
Museu do Automóvel de Curitiba é um museu localizado na cidade brasileiro de Curitiba.
Um museu temático, especilaizado em veículos automotores e similares, é considerado um dos mais importantes do Brasil nesta categoria.
Administrado pelo Clube de Antiguidades Automotivas do Paraná (CAAMP, fundado em 1968), foi inaugurado em 1976 e o seu acervo, pertencente aos sócios do clube, conta com 74 peças expostas de maneira permanente, podendo a chegar em 150 carros, divididos em quatro categorias: antique, vintage, milestones e classic.
Entre os automóveis expostos, pode-se encontrar um caminhão Ford 1919 pertencente a empresa Matte Leão, o DeSoto 54 que foi de Marta Rocha (este carro foi o prêmio dado quando a miss ganhou o concurso de 1954), uma McLaren digirida por Emerson Fittipaldi, um Phaenton 812 (a peça mais raro e valiosa do  museu), um fórmula Indy do piloto Maurício Gugelmin (utilizado em sua última corrida na categoria), um triciclo Harley-Davidson HD utilizado pelo departamento de trânsito de Curitiba, um Hupmobile, uma caleça do início do século XX, 5 Cord´s das décadas de 1920 e 1930 de fabricação norte-americana, entre outras atrações.